# Tara Bandu

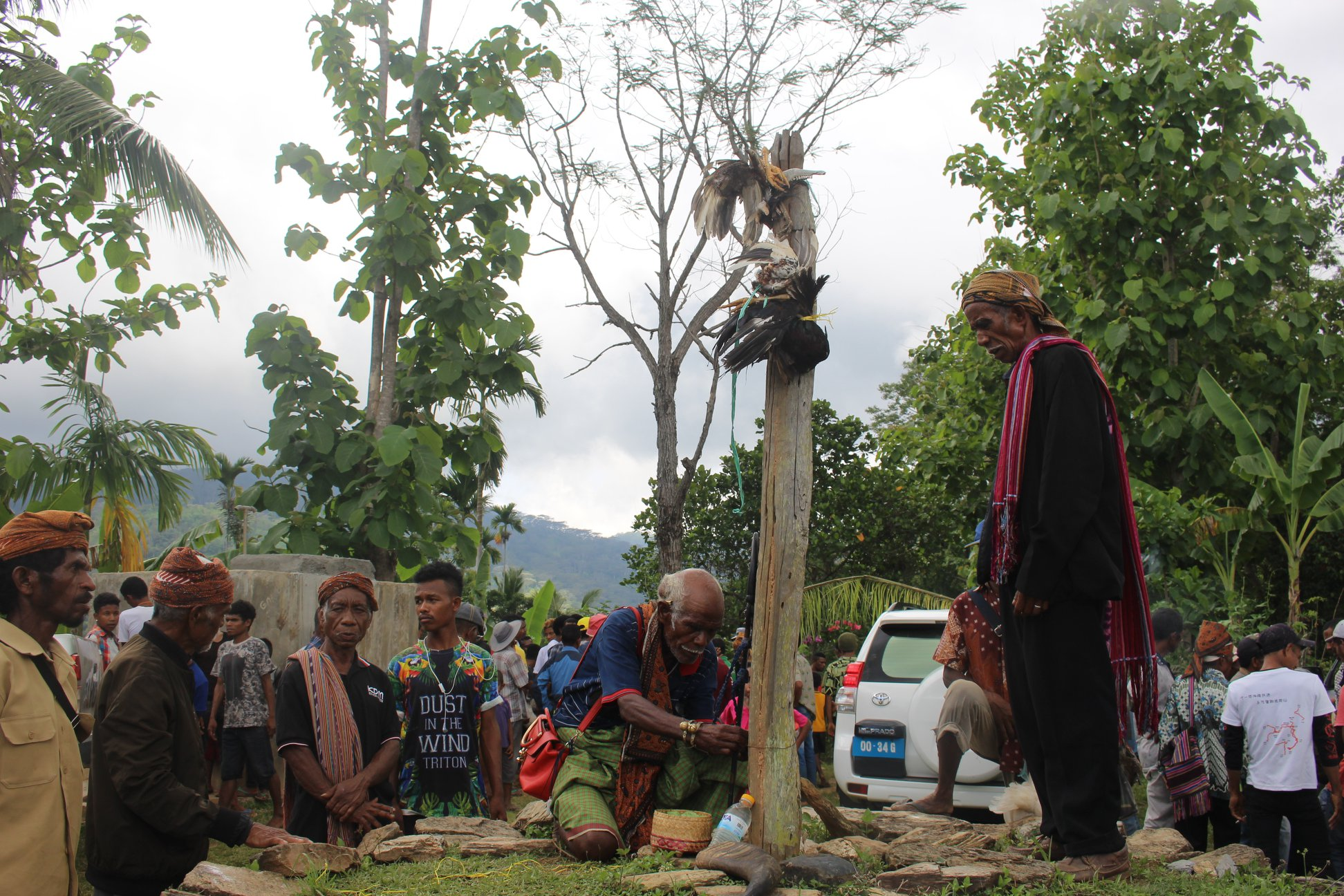
Tara-Bandu-Zeremonie in Açumanu (2019)

Als Tara Bandu (Tarabandu) werden in Osttimor traditionelle Regeln und Gesetze bezeichnet, die meist lokal von Dorfgemeinschaften geschaffen wurden. Durch öffentliche Vereinbarungen erzwingt es definierte, soziale Normen, Moralvorstellungen und Rituale für eine bestimmte Gemeinschaft um Versöhnung zu erreichen und den Frieden zu erhalten. Die jahrhundertealten Regeln haben seit der Unabhängigkeit Osttimors 2002 eine Renaissance erlebt. Sie werden nun niedergeschrieben und in manchen Orten neu zusammengestellt. Kleinere Vergehen werden so innerhalb der Dorfgemeinschaft geregelt, was der chronisch überlasteten Justiz entgegen kommt.

## Begriff
„Tara Bandu“ bedeutet in Tetum wörtlich „ein Verbot aufhängen.“ Der Beschluss neuer Regeln wird durch das Aufhängen bestimmter Gegenstände von kultureller Bedeutung an einem hölzernen Pfahl gekennzeichnet, die das Verbot symbolisieren. Dies können Blätter oder andere bestimmte Pflanzenteile sein, ebenso wie Tierschädel und -beine oder Hörner. Bei den Fataluku werden die Regeln „Sikua“ genannt, bei den Bunak „dadi ukon“. Andere Bezeichnungen sind „kahe-aitahan,“ „kait-aitahan,“ oder „tara-aitahan“, die alle das Aufhängen oder Aufstellen symbolischer Gegenstände zum Anzeigen von Verboten bedeuten. Dies geschieht in einer großen, öffentlichen Zeremonie, der oft eine Versammlung folgt, bei der öffentlich über Sanktionen bei Missachtung der Regeln beschlossen wird.

## Übersicht

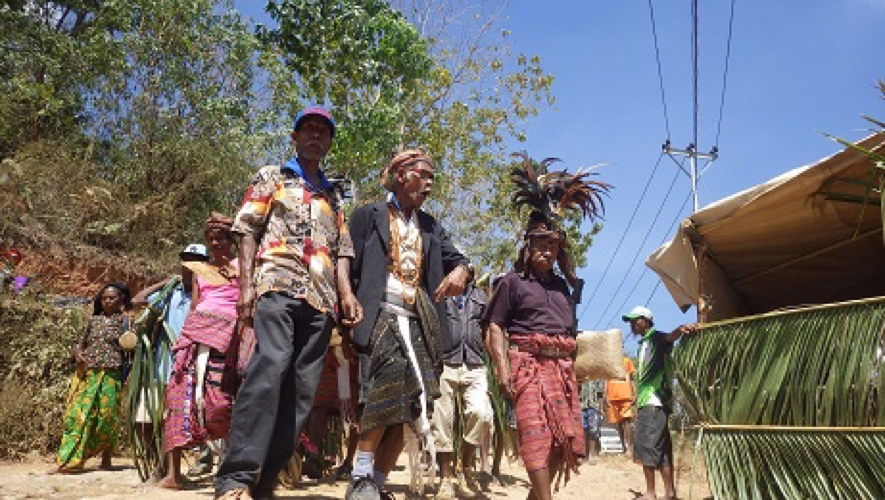
Tara-Bandu-Zeremonie in Bocolelo, anlässlich der Verabschiedung der Dorfregeln zum Programm „Partizipative Landnutzungsplanung“ PLUP (2017)

Die Regeln des Tara Bandu können sich von Suco zu Suco unterscheiden. Im Allgemeinen regeln sie bei Beziehungen zwischen Menschen soziokulturelle, ökonomische und politische Aspekte und decken das Gewohnheitsrecht im Alltag der Menschen in den ländlichen Gebieten des südostasiatischen Staates ab. Ihr Zusammenleben, das Verhalten gegenüber Tieren und der Umgang mit der Natur. In Daudere arbeitete das Ministerium für Landwirtschaft und Fischerei mit den lokalen Dorfchefs zusammen, um mit Tara Bandu Regeln zur Eingrenzung des Holzeinschlags einzuführen und die Wiederaufforstung voranzutreiben. Die Haburas Foundation, Osttimors einzige Nichtregierungsorganisation für Umweltschutz, erhielt viel Beifall für ihre Umweltschutzprogramme, die den traditionellen Regeln des Taru Bandu folgen. Viele Regeln bezüglich Umweltverhalten geben altes Wissen zum Schutz der natürlichen Ressourcen wieder. Beispiele sind hier das Mechi-Fest in Lautém oder das Fischerfest vom Lago Malai. Es gibt Einschränkungen von Brandrodungen, der Entnahme von Felsen aus der Natur (um Erdrutsche zu verhindern) oder auch das Entsorgen nicht-organischen Abfalls.
Tara Bandu verbietet die Verletzung der Rechte anderer Menschen, so sind physische und sexuelle Gewalt ebenso verboten, wie Diebstahl oder die Zerstörung von fremden Eigentum. Ökonomische Verstöße beinhalten beispielsweise die Verschwendung von Ressourcen, zum Schaden anderer. In Ermera schränkt Tara Bandu die Höhe der Ausgaben ein, die für familiäre Feste, wie Hochzeiten (Barlake) oder Beerdigungen traditionell aufgebracht werden müssen. Solche Kosten führten zuvor oft zu finanziellen Schwierigkeiten der betroffenen Familien. In Tutuala wurde zum Beispiel zu den Parlamentswahlen 2012 untersagte die Gemeinschaft mittels Tara Bandu die Verwendung von „aggressiver politischer Sprache“, um den Frieden zu wahren.
Die Vorgaben zum Verhalten gegenüber Tieren betreffen sowohl das eigene als auch fremdes Nutzvieh sowie Wildtiere. Kam es durch freilaufende Nutztiere zu Schäden auf Feldern, brach früher zwischen Gruppen Gewalt aus, weil die Geschädigten die Tiere oft töteten. Daher wurde das Stehlen, Verletzen oder Töten von fremden Nutzvieh verboten. Gleichzeitig wurden Vorgaben zur Haltung gemacht, um die Schäden auf den Feldern zu verhindern. Für Wildtiere werden Jagdverbote ausgesprochen. Es gibt auch Verbote von bestimmten Pestiziden oder der Dynamitfischerei. Auf Atauro sichert man mittels Tara Bandu die Nachhaltigkeit des Fischfangs an der Küste. Auch der Schutz von Wasserquellen, Flüssen und Seen vor Verunreinigungen kann festgelegt werden.

## Zustandekommen

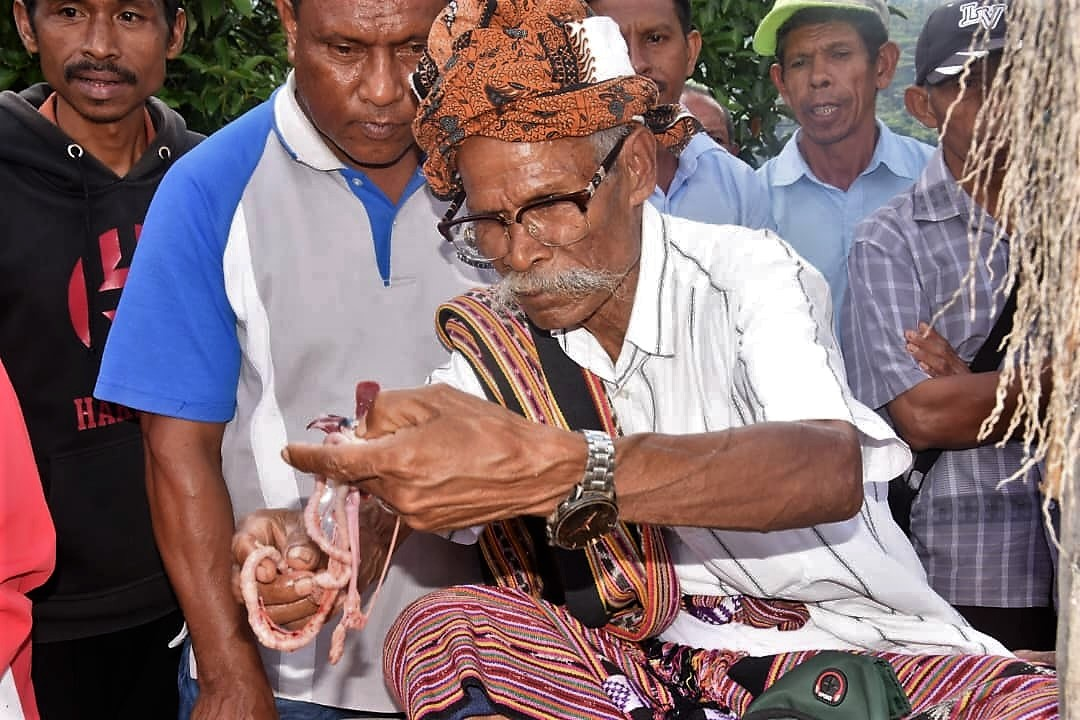
Der Lian Nain von Hatuquessi begutachtet die Innereien eines Huhns (2022)

Traditionell wurden die Regeln nur mündlich überliefert. Heute ist es üblich, sie auf Papier festzuhalten, so zum Beispiel das Tara Bandu der Gemeinde Ermera oder der Sucos Becora und Daudere. Neben traditionellen Führern unterstützen auch die lokalen Verwaltungen, Polizei oder die katholische Kirche bei der Erstellung oder Zusammenfassung des lokalen Rechts.
In einer Versammlung diskutieren die Angehörigen des Sucos die geplanten Regeln und beschließen sie gemeinsam. Die Regeln werden dann öffentlich verkündet und man stellt sicher, dass alle Mitglieder der Gemeinschaft sie erfahren.  In Zeremonien werden dann Zeichen, Symbole oder auch Barrieren, wie Holzpfähle oder Tücher, aufgestellt, um etwageschützte Bereiche abzugrenzen oder auf die Einschränkung der Nutzung hinzuweisen. Oft werden in den Zeremonien auch Hühner oder Schweine geopfert, um den Segen der Ahnen für die Einhaltung der Regeln zu erhalten. Auch die Kinder werden bewusst in die Zeremonien miteinbezogen, um den Bestand der Regeln auch für die Zukunft zu sichern und ihre Wichtigkeit zu vermitteln. Vor allem die Frauen erzählen den Kindern zu den Regeln Geschichten und geben das Wissen der nächsten Generation weiter.

## Verstöße und Strafen

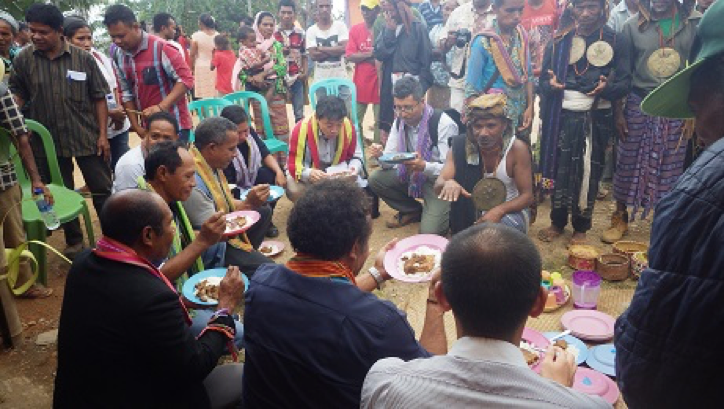
Tara-Bandu-Zeremonie in Fatisi, anlässlich der Verabschiedung der Dorfregeln zum PLUP-Programm (2017)

Heutzutage sind typische Strafen in materieller Form zu entrichten, entweder in Form von Tier(opfern), Geldzahlungen oder der Bezahlung in Naturalien. Entsprechend der Armut der Bevölkerung liegen zum Beispiel in Ermera die Strafen zwischen 10 US-Dollar für kleinere Vergehen und 6000 US-Dollar für schwere Verbrechen, wie zum Beispiel Mord. Strafandrohungen in dieser Höhe sollen in erster Linie eine abschreckende Wirkung haben. Die Strafen können sich je nach Ort unterscheiden. Während in Metinaro zum Beispiel Tierdiebstahl durch eine Geldstrafe im Wert des gestohlenen Tieres gesühnt wird, muss der Dieb in Maubisse für einen Kuhdiebstahl, dem Besitzer eine Kuh bezahlen und eine weitere zu Gunsten der Gemeinschaft opfern. Die Höhe der Strafe kann an die Umstände der Täter angepasst werden, etwa um finanzielle Schwierigkeiten zu minimieren. In Remexio kann die Strafe im sauber machen der Kirche bestehen. In Daudere muss im Falle von häuslicher Gewalt ein Schwein und das Opfer Palmwein zu einer Schlichtungszeremonie mitbringen.
Auch ein öffentliches Eingestehen des Fehlverhaltens durch den Täter und die Bitte um Vergebung durch die Gemeinschaft kann bei Regelverstößen verlangt werden. Wird wiederholt gegen Regeln verstoßen, kann der Schuldige von Gemeinschaftsaktivitäten und Ritualen ausgeschlossen werden, was eine soziale Isolierung zur Folge hat. Nur in seltenen und schweren Fällen erfolgt eine körperliche Bestrafung des Täters.
Vor allem in Lautém glauben viele Gemeinschaften an die Möglichkeit der spirituellen Bestrafung. Personen, die das Tara Bandu verletzen müssen mit Unglück, Krankheiten oder andere Herausforderungen rechnen. Sie können auch die Gemeinschaft treffen. Solche Drohungen schrecken oft stärker ab, als potentielle finanzielle Strafen. Im Gegensatz zum staatlichen System, bei dem die Strafe in den Augen des Opfers Vergeltung darstellen soll, sollen die Strafen im Tara Bandu einen spirituellen Ausgleich schaffen und die Balance in der Gemeinschaft und der Natur wieder herstellen.
Verstöße werden in einem Nahe biti (tetum „eine Matte ausrollen“, in etwa: „Meinungsverschiedenheiten lösen“) behandelt, bei dem Täter und Geschädigte vor lokalen Autoritäten ihren Fall schildern. Diese Methode wurde auch zur Aufbereitung von Konflikten aus der indonesischen Besatzungszeit (1975–1999) und selbst länger andauernden Fehden zwischen Gruppen zur Beilegung angewendet.

## Tara Bandu in urbanen Gebieten
In urbanen Gebieten wird Tara Bandu als willkommenes Mittel angesehen, die Kultur der nächsten Generation zu vermitteln. Vor in der Landeshauptstadt Dili treffen Ethnien aus dem ganzen Land aufeinander, so dass die jeweiligen Traditionen verloren gehen können. Viele sagen daher, das Lulik (die heilige Energie im traditionellen Glauben der Timoresen) sei in Dili schwach, zumal die jeweiligen traditionellen Führer weiterhin in den Heimatdörfern leben. Zum Teil wurde bezweifelt, dass Tara Bandu in Dili wirken können, ohne der Verbindung zum Lulik. Manche forderten daher, in Dili höhere Geldstrafen zu verhängen, als in den ländlichen Gebieten, um die gleiche abschreckende Wirkung zu erzielen. Andere forderten den völligen Verzicht und stattdessen als Ersatz staatliche Verordnungen für die urbanen Räume. Das Aufgreifen traditioneller Mittel zur Konfliktbewältigung, kann aber auch junge Leute, die nach Dili auf der Suche nach Arbeit gekommen sind, auffangen und davor bewahren, Schutz und soziale Anbindung in den verschiedenen Banden zu finden, die traditionelle Elemente in ihren Ideologien aufgenommen haben. Beim Neuaufstellen von Tara Bandu in den urbanen Sucos Dilis muss aber auf das Einbeziehen aller Gruppierungen geachtet werden. Als die Regeln von Becora auch in Camea eingeführt werden sollten, beteiligte sich vor allem die Einwanderergruppe aus Laga, während ältere Einwanderer von den Diskussionen fernblieben. Ein solcher, wenn auch unbeabsichtigter, Ausschluss kann zu späteren Konflikten führen.

## Bewertung

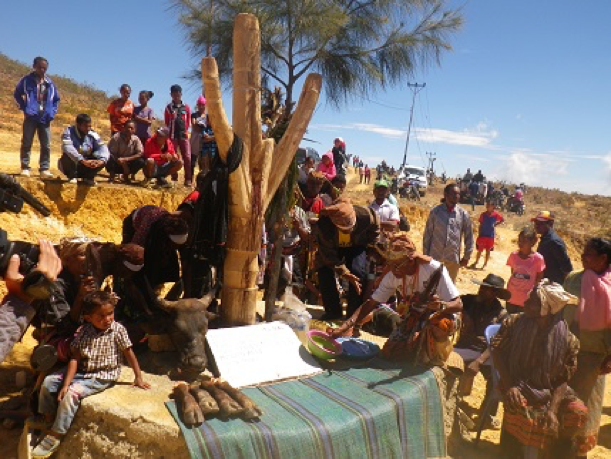
Tara-Bandu-Zeremonie in Fahisoi am Ai To’os des Sucos

Die meisten Untersuchungen sehen in Tara Bandu einen Nutzen, da die Schaffung von Frieden in der Gemeinschaft das oberste Ziel ist. In manchen Regionen misstrauen aber die Menschen den Gesetzen und vertrauen mehr den traditionellen Regeln. In einer Untersuchung von 2013 waren aber die meisten Befragten der Meinung, dass schwerere Verbrechen durch ein formales Rechtssystem verfolgt werden sollten.
Tara Bandu kann die nationale Gesetzgebung unterstützen, aber auch teilweise Parallelrecht schaffen. In manchen Regionen werden zum Beispiel Frauen, die Opfer von häuslicher Gewalt wurden, nicht dem offiziellen Recht angemessen entschädigt. So wird hinterfragt, ob Fehlverhalten der Frau die Gewalt des Mannes verursachte, zum Beispiel, weil sie nicht kochen wollte oder sonst wie ihre Pflichten als Ehefrau und Mutter vernachlässigte. Nach osttimoresischem Recht gilt häusliche Gewalt als Straftat, die eigentlich auch ohne Anzeige vom Staat verfolgt werden muss. Trotzdem wies ein Richter in Suai 2010 eine Anklage ab, weil Täter und Opfer eine außergerichtliche Vereinbarung mittels Tara Bandu vorlegten.
Da die lokalen Autoritäten, wie Lian Nain oder Chefe de Suco, von den festgesetzten Strafen zugunsten einer Partei abweichen können, kann es zu Bevorzugungen kommen. Gerade in der timoresischen Gesellschaft sind Familien eng miteinander verknüpft und die Entscheidung über die Strafe fällt innerhalb der kleinen Gemeinschaften. Vor allem Frauen laufen dabei Gefahr, benachteiligt zu werden. Sie sind oft Opfer und die Autoritäten in den meisten Fällen Männer. Sie sind es auch, die die Tara Bandu zum Beispiel zusammen mit lokalen Behörden, Polizei oder Kirche aufstellen, weswegen es zumindest theoretisch dazu kommen kann, dass unterrepräsentierte Gruppen, wie Frauen, Jugendliche, Behinderte oder religiöse und linguistische Gruppen benachteiligt werden.
Ein Beispiel, wo möglichst alle Gruppierungen an der Aufstellung der neuen Dorfregeln beteiligt waren, sind die Sucos Tutuala und Mehara im Verwaltungsamt Tutuala. Ein Drittel der Mitglieder der Arbeitsgruppe waren Frauen, die Diskussionen wurden sowohl im lokalen Fataluku, als auch in Tetum geführt, um allen die Verständigung zu ermöglichen und die Ergebnisse in allen Aldeias vorgestellt. In Remexio übernahm die Kommission nicht die alte Taara Bandu, dass Besitzer ihr Nutzvieh anbinden müssen, was dazu führte, dass manche Leute auch andere Regeln nicht mehr ernst nahmen. In Com wurde das erste Treffen zur Erstellung von einem Regelwerk in einem Hotel durchgeführt. Einheimische Teilnehmer beklagten dies ebenso, wie dass Regierungsvertreter keine Tais mit den aus ihrer Sicht notwendigen Motiven trugen. Die daher mangelnde Kommunikation mit der Geisterwelt verursachte eine Ablehnung des gesamten Prozesses. Zu Schwierigkeiten führt es, wenn es in benachbarten Sucos unterschiedliche Regeln gibt. So kam es in Com und Aileu vor, dass Leute einfach in die Sucos ohne Regulierung gingen, um Bäume zu fällen, was die Tara Bandu bei ihnen untersagten. Ein Versuch diesem Problem Abhilfe zu schaffen, ist die Schaffung des Tara Bandu für die gesamte Gemeinde Ermera.